# 青山りんご
青山 りんご（あおやま りんご、1983年6月19日-)は、日本の巨乳AV女優。
東京都出身。
血液型：A型、身長：150cm、スリーサイズ：B110・W63・H90 、Iカップ。
趣味：読書・カラオケ・インターネット。

## 略歴
2006年にりんごちゃんとしてAVデビュー。
2007年に青山りんごに改名。

## 作品

### アダルトビデオ
りんごちゃん 名義
- 爆乳りんごちゃん（2006年5月19日 シネマユニット・ガス）
- 爆乳ソープりんごちゃん もし中出しソープ嬢が女子校生だったら…（2006年7月21日 シネマユニット・ガス）
- W爆乳りんご＆ぱいん（2006年9月22日 シネマユニット・ガス）
- ドリームオッパイ（2006年11月25日 しのだプロジェクト）
- 爆乳少女 Iカップ（2006年12月11日 実録出版）
- 爆乳ベスト2006（2006年12月22日 シネマユニット・ガス）オムニバス作品
- ハニーディップスホテル 09（2007年1月12日 ゴーゴーズ）
- 乳魂 ちちメガネ（2007年1月19日 桃太郎映像出版）
- いなかっぺ少女レズビアン わたしも爆乳の胸がほしい…（2007年2月8日 ヒビノ）
- ハメ撮り！中出し！めがねっ娘！（2007年2月10日 グローリークエスト）
- 爆乳と二人きりでホテルにしけ込んでモミモミ（2007年4月27日 シネマユニット・ガス）
- 10代の爆乳 パッツンパッツン特集号（2008年4月25日 シネマユニット・ガス）
- Directorsベスト（2008年6月5日 シネマユニット・ガス）
- 口淫射精フェラチオ列伝 Vol.2（2008年7月3日 実録出版）オムニバス作品

青山りんご 名義
- 巨乳緊縛 犯された乳房（2007年4月7日、アタッカーズ）
- 禁断の近親相姦凌辱 巨乳崩壊は悲しみの果てに…（2007年5月7日、アタッカーズ）